# Эймс, Ред
Леон Кесслинг «Ред» Эймс (англ. Leon Kessling «Red» Ames, 2 августа 1882, Уоррен, Огайо — 8 октября 1936, там же) — американский бейсболист, питчер. Выступал в Главной лиге бейсбола с 1903 по 1919 год, большую часть карьеры провёл в составе клуба «Нью-Йорк Джайентс». Победитель Мировой серии 1905 года.

## Биография
Леон Эймс родился 2 августа 1882 года в Уоррене в штате Огайо. Профессиональную бейсбольную карьеру он начал в 1901 году в составе команды из Зейнсвилла, затем играл в команде из Илиона в штате Нью-Йорк. В 1903 году Эймс сделал 221 страйкаут в 229 иннингах, после чего получил приглашение в «Нью-Йорк Джайентс». Четырнадцатого сентября 1903 года он дебютировал в Главной лиге бейсбола, сыграв пять иннингов без пропущенных ранов против «Сент-Луиса».
Эймсу удалось закрепиться в составе «Джайентс» несмотря на скромные физические данные: рост 179 см и вес около 84 кг. В сезоне 1904 года он играл нерегулярно, а следующий стал для него лучшим в карьере. В регулярном чемпионате 1905 года Эймс одержал 22 победы при 8 поражениях с пропускаемостью 2,74. «Джайентс» второй год подряд стали победителями Национальной лиги и вышли в Мировую серию. В победном финале против «Филадельфии Атлетикс» он провёл один иннинг.
За «Джайентс» он выступал до 1913 года, но ни разу не одержал более пятнадцати побед за сезон. В 1908 году Эймс пропустил несколько месяцев из-за болезни почек, но вернувшись на поле одержал семь побед в последние два месяца чемпионата, благодаря чему команда вела борьбу за лидерство в лиге с «Чикаго Кабс». Он эффективнее играл в холодную погоду и главный тренер «Джайентс» Джон Макгро несколько лет подряд ставил Эймса в стартовый состав на День открытия сезона. В этих играх его регулярно преследовали неудачи и газета New York Times даже предлагала своим читателям отправить питчеру кроличью лапку или ржавую подкову. В 1911 и 1912 годах Эймс играл стартовым питчером в холодную погоду и реливером в течение лета, дважды став с «Джайентс» победителем Национальной лиги. Обе Мировых серии команда проиграла.
В мае 1913 года Эймс был обменян в «Цинциннати Редс», где занял место в стартовой ротации. В сезоне 1914 года он провёл на поле рекордные для себя 297 иннингов. В июле 1915 года он перешёл в «Сент-Луис Кардиналс». В течение четырёх лет Эймс был одним из самых эффективных питчеров клуба. Карьеру в Главной лиге бейсбола он завершил в 1919 году в составе «Филадельфии Филлис». В межсезонье Эймс должен был вернуться в «Сент-Луис», но попал в автомобильную аварию и клуб отказался от него.
Сезоны 1920 и 1921 годов он отыграл в Американской ассоциации в составе Канзас-Сити Блюз. В 1923 году недолго выступал в Лиге штата Флорида, после чего вернулся в Уоррен. В родном городе Эймс жил с супругой и сыном, Леоном-младшим. Он работал на молокозаводе, где из-за неисправности оборудования отравился аммиаком. После продолжительной болезни Эймс скончался 8 октября 1936 года.